# 鲍店煤矿
鲍店煤矿是山东能源集团下属煤矿， 位于兖州矿区中西部.

## 历史
- 1977年开始兴建
- 1986年开始商业生产(设计年生产能力为300万吨)

## 煤层状态
其主采煤层一层，平均厚度8.81米，其余分为两个分层，上分层平均厚度为5.74米，下分层平均厚度为3.38米。

## 采煤工艺
采用综采放顶方法从主采煤层合并层及上分层开采煤炭。

## 煤炭储量
截至2004年12月31日，该矿已探明及推定储量约为3.15亿吨。
设计年生产能力为300万吨。